# Alcyonidium eightsi
Alcyonidium eightsi is een mosdiertjessoort uit de familie van de Alcyonidiidae. De wetenschappelijke naam van de soort is voor het eerst geldig gepubliceerd in 1994 door Winston & Hayward.